# Ventrosa
Ventrosa és un municipi de la Rioja, a la regió de la Rioja Alta. Situat en la serra en la conca del riu Najerilla.

## Història
El 927 apareix Ventrosa, amb la denominació de "Bendosa", en el Vot de Fernán González, associada a Canales de la Sierra. En 1366 va ser inclosa entre les localitats del Senyoriu de Cameros, que seria cedit per Enric II de Trastámara a Juan Ramírez de Arellano pel seu suport en la lluita contra Pere I el Cruel. Després de la desaparició dels senyorius, en 1811, es va convertir en vila exempta de la província de Sòria, fins a la creació de la província de Logronyo el 30 de novembre de 1833.
Fill il·lustre de la vila va ser Pedro Sáenz Gil, distingit militar del segle xix, assistent del general Joan Prim i Prats, que va destacar per la seva valerosa actuació en la campanya d'Àfrica de 1860, especialment en la conquesta de Tetuan i la batalla de Castillejos.